# 속도표시등

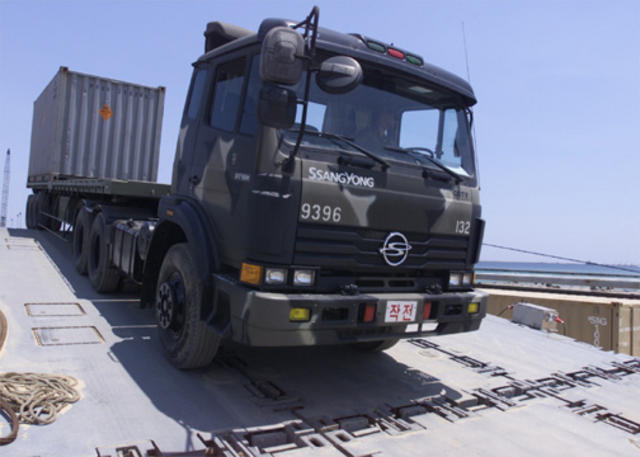
1990년대에 제작된 쌍용 SY트럭 차체 위에 엤는 2개의 녹색 램프, 중앙의 적색 램프가 대한민국에서 적용된 속도표시등이다.

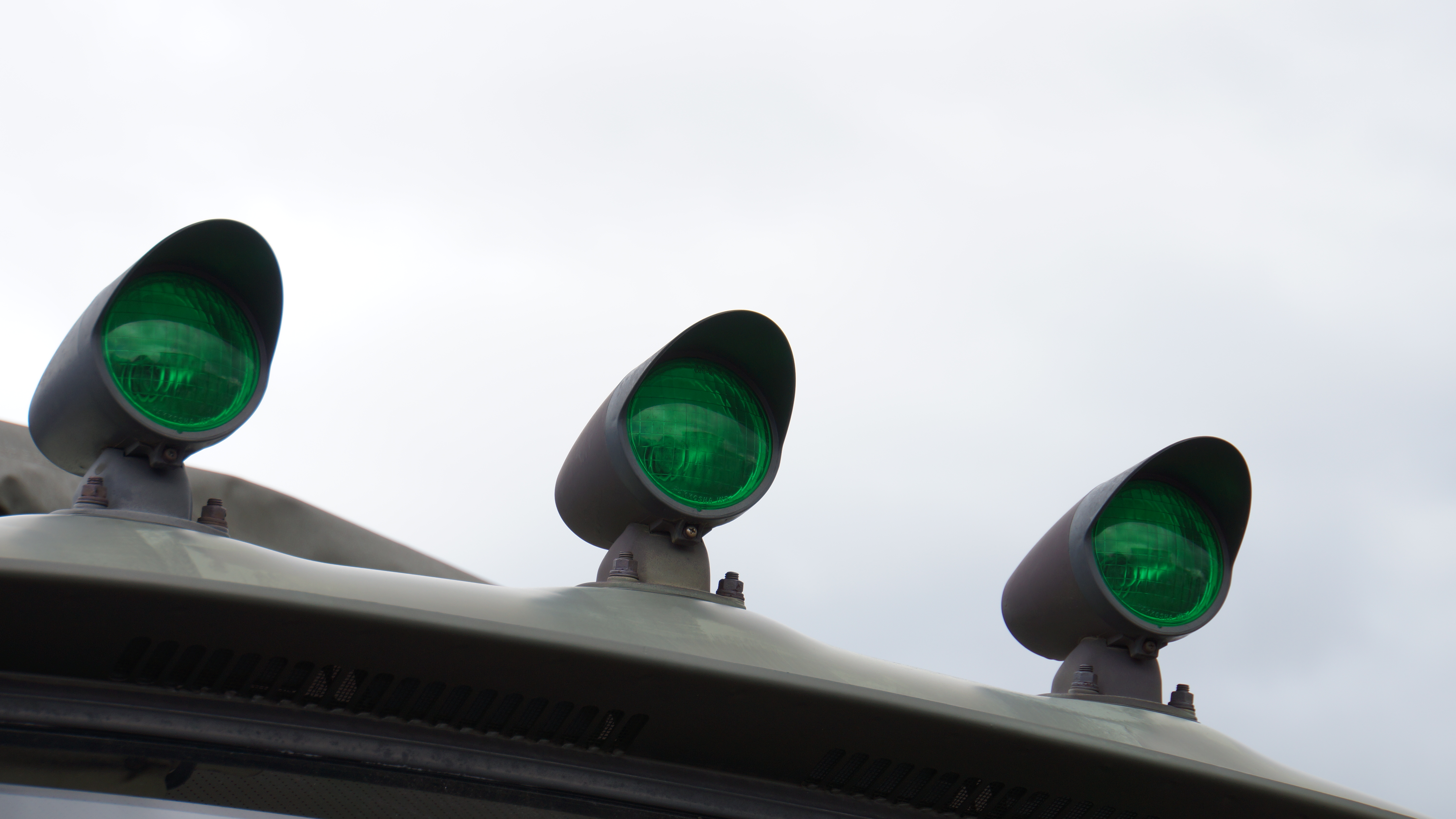
이스즈 HTS12G 차체 위에 있는 속도표시등

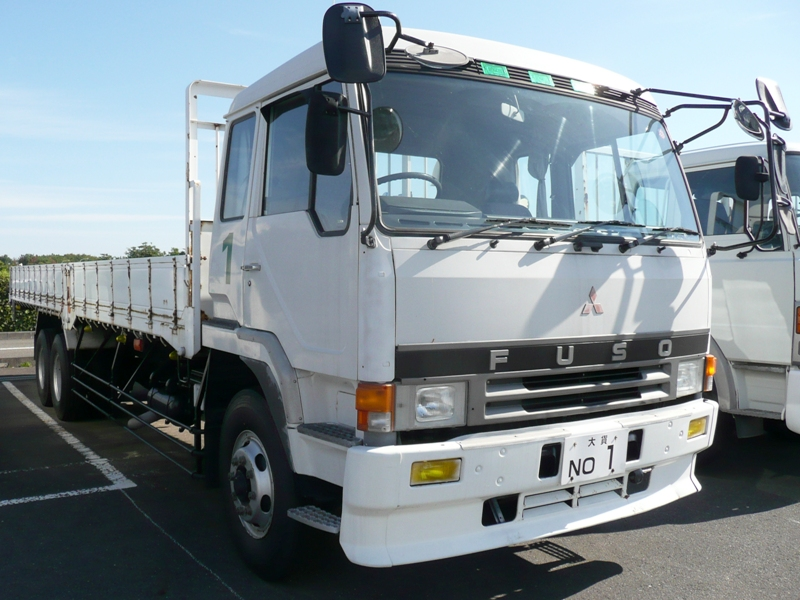
1990년대의 미쓰비시 후소의 더 그레이트 차체 위에 있는 3개의 녹색 램프가 일본에서 적용된 속도표시등이다.

속도표시등(速度表示燈)은 과거 대한민국과 일본의 대형 자동차에 의무 부착한 등화류로, 대형 자동차의 전두부 상단에 설치된 3개의 등화류로 되어있다.

## 개요
속도표시등의 의무부착은 1967년 일본에서 시작되었는데, 당시 도로운송차량법 제3장의 규정에 의거한 성령 '도로운송차량의 보안기준' 제48조에 의해 1967년 8월 이후에 제작된 대형 화물자동차는 지붕 위의 정면에서 바로 알 수 있는 위치에 속도를 나타내는 램프를 의무적으로 부착하도록 했다. 이후 대한민국에서는 1978년 '도로운송차량 보안규칙' 제46조의2에 의해 1978년 11월 이후에 제작된 적재량 4톤 이상의 화물자동차, 고속버스에 의무적으로 부착하도록 했다.

## 작동

### 대한민국 제작 차량
도로운송차량의 보안기준, 자동차안전기준에 관한 규칙에서는 속도표시장치로 불렸으며 1979년에 점등기준이 정해졌다.
1981년에는 점등 기준 속도가 10km/h씩 상향되었다.
| 속도         | 속도        | 점등 숫자     | 차량의 앞부분을 보았을 때 |
| 고속버스     | 화물자동차  | 점등 숫자     | 차량의 앞부분을 보았을 때 |
| ------------ | ----------- | ------------- | ------------------------- |
| 100km/h 초과 | 80km/h 초과 | 3개           | 켜짐                      |
| 80km/h 초과  | 50km/h 초과 | 2개           | 켜짐 꺼짐 켜짐            |
| 80km/h 이하  | 50km/h 이하 | 1개           | 꺼짐 켜짐                 |
| 정차시       | 정차시      | 들어오지 않음 | 꺼짐                      |

### 일본 제작 차량
일본에서 속도표시등은 대형화물차(대형트럭)에만 의무화된 것으로 중형트럭 및 대형버스에는 의무화돼 있지 않지만 이들 차량에 대한 부착은 금지되어 있지 않았다.
| 속도        | 점등 숫자     | 앞부분에서 보았을 때 |
| ----------- | ------------- | -------------------- |
| 60km/h 초과 | 3개           | 켜짐                 |
| 40km/h 초과 | 2개           | 켜짐 꺼짐 켜짐       |
| 40km/h 이하 | 1개           | 꺼짐 켜짐            |
| 장차시      | 들어오지 않음 | 꺼짐                 |

## 제도의 폐지
트럭의 수입할 때의 폐해와 일반의 인지도가 낮다는 문제로 일본에서는 1999년 법 개정으로 폐지되었다. 대한민국에서는 1996년 대형 자동차의 스피드 리미터 의무장착과 함께 속도표시등 의무부착이 있었으며, 1997년에 스피드 리미터가 장착된 차량에는 속도표시등 의무장착에서 면제되었다. 그 후 속도표시등 규정이 2001년 폐지되었는데 일본과 비슷하게 일반의 인지도가 낮다는 문제가 있었다. 속도표시등이 의무적으로 장착되던 화물자동차는 최대 80km/h 내지 90km/h, 버스는 최대 100km/h 내지 110km/h 속도 제한(일본 기준에서는 화물자동차와 버스 모두 90km/h의 속도 제한)이 작동하는 스피드 리미터의 장착이 의무화됐다.

## 같이 보기
- 스피드 리미터